# EHS
EHS (European Home System) è un protocollo per bus di campo - sviluppato in seno al progetto europeo ESPRIT (nº2431) grazie ad una collaborazione industriale e governativa - dedicato alla Domotica e Automazione degli edifici.
EHS può controllare milioni di indirizzi, corrispondenti ad altrettanti dispositivi collegati alla rete, riuniti in gruppi di 256 elementi, dispone di funzionalità Plug & Play e di un efficace metodo di correzione degli errori.
Attualmente è confluito, in seguito al processo di "Convergenza" con gli standard BatiBUS ed EIB, nel nuovo standard KNX (Konnex) il quale si propone di diventare il sistema di riferimento europeo per la Domotica